# Steniodes deltoidalis
Steniodes deltoidalis là một loài bướm đêm trong họ Crambidae.